# Lanna Saunders
Svetlana "Lanna" Saunders (New York, 22 dicembre 1941 – Sherman Oaks, 10 marzo 2007) è stata un'attrice statunitense.
È stata famosa maggiormente per aver interpretato Marie Horton in Il tempo della nostra vita.

## Biografia
Saunders era nata il 22 dicembre 1941 a New York dall'attore Nicholas Saunders e Gedda Petry. Saunders è stata sposata con Andre Yedigaroff. Fu poi sposata con l'attore Lawrence Pressman nel 1973 restando sposata con lui fino alla morte di lei avvenuta nel 2007. L'attore David Pressman è il loro figlio. A Saunders fu diagnosticata la sclerosi multipla nel 1982 costringendola a lasciare Il tempo della nostra vita tre anni dopo quando si ammalò troppo per continuare a recitare in quel ruolo.

### Carriera
Saunders è nota principalmente per aver interpretato Marie Horton nella soap opera Il tempo della nostra vita dal 1979 al 1985 per un totale di 557 episodi. Apparve anche in altre serie tv come Uno sceriffo a New York, Marcus Welby, Una famiglia americana, Barnaby Jones, L'uomo da sei milioni di dollari, Fantasilandia e Cuore e batticuore.

### Morte
Malata da tempo, morì il 10 marzo 2007 a Sherman Oaks.

## Filmografia

### Televisione
- Deadline - serie TV, 1 episodio (1959)
- The Doctors - soap opera, 3 episodi (1968)
- Uno sceriffo a New York - serie TV, 1 episodio (1972)
- Marcus Welby - serie TV, 1 episodio (1974)
- Una famiglia americana - serie TV, 1 episodio (1975)
- Barnaby Jones - serie TV, 2 episodi (1977-1978)
- L'uomo da sei milioni di dollari - serie TV, 1 episodio (1978)
- Fantasilandia - serie TV, 1 episodio (1978)
- Il tempo della nostra vita - soap opera, 557 episodi (1979-1985)
- Cuore e batticuore - serie TV, 1 episodio (1983)